# Selliera
Selliera es un género con ocho especies de plantas fanerógamas perteneciente a la familia Goodeniaceae.

## Taxonomía
El género fue descrito por  Antonio José de Cavanilles y publicado en Anales de Historia Natural 1: 41, pl. 5, f. 2. 1799.

## Especies
- Selliera exigua F.Muell.
- Selliera fasciculata Buchanan
- Selliera herpystica Schltdl.
- Selliera koningsbergeri Backer
- Selliera microphylla Colenso
- Selliera radicans Cav.
- Selliera repens (Labill.) de Vriese
- Selliera rotundifolia Heenan